# Owl Creek (Belle Fourche River)
Der Owl Creek ist ein etwa 185 km langer, linker Nebenfluss des Belle Fourche Rivers in den US-Bundesstaaten Montana, Wyoming und South Dakota.

## Verlauf
Der Owl Creek entspringt im südlichen Carter County im Bundesstaat Montana, einige Kilometer nordöstlich des Ortes Alzada auf einer Höhe von rund 1080 m. Von dort fließt er in südöstliche Richtung und erreicht nach einigen Kilometern das Crook County in Wyoming, durch das er für rund 20 km fließt. Auf seinem weiteren Verlauf bis zur Mündung fließt der Owl Creek durch das Butte County in South Dakota und erhält dabei nur wenige unbedeutende Zuflüsse aus den Great Plains. Weiter flussabwärts unterquert er den U.S. Highway 85 und erreicht bald das etwa 32,6 km² große Belle Fourche Reservoir, das durch den Bau der 1911 fertiggestellten Talsperre Belle Fourche entstanden ist. Flussabwärts des Stausees setzt der Owl Creek seinen südöstlichen Verlauf fort, unterquert unmittelbar vor seiner Mündung den U.S. Highway 212 und mündet schließlich auf einer Höhe von 848 m östlich von Nisland in den Belle Fourche River. Im unteren Flussverlauf des Owl Creek zweigen mehrere Bewässerungskanäle ab.

## Hydrologie
Der Owl Creek ist als Nebenfluss des Belle Fourche Rivers Teil des Einzugsgebietes des Cheyenne Rivers, der über Missouri und Mississippi in den Golf von Mexiko entwässert. Das Einzugsgebiet des Owl Creek grenzt an die Einzugsgebiete von Little Missouri River im Norden, Horse Creek im Nordosten und Crow Creek im Südwesten. Oberhalb des Belle Fourche Reservoirs weist der Owl Creek aufgrund seiner Lage in den trockenen Great Plains eine periodische Wasserführung auf. 

## Belege
1. 1 2 3 4 5  Owl Creek. In: Geographic Names Information System. United States Geological Survey, United States Department of the Interior (englisch).
2. ↑  Owl Creek. OpenStreetMap, abgerufen am 30. August 2024.